# АЭС Латина
АЭС Латина (итал. Centrale elettronucleare Latina) — закрытая атомная электростанция в центральной части Италии. 
Станция расположена в провинции Латина области Лацио, в 62 км на юг от Рима. 
Атомная электростанция Латина была заложена в 1958 году, а в 1963 дала первый ток в энергетическую систему страны. 
На станции был установлен единственный  газоохлаждаемый реактор типа Магнокс (Magnox). Мощность реактора составляла 160 МВт (при проектной в 210 МВт).
На момент запуск атомная электростанция Латина была крупнейшей АЭС в атомной энергетике Италии и всей Европы. Однако, на все сто процентов реактор никогда не работал, из-за возможных проблем с окислением стали компонентов реактора при его полной нагрузке. Таким образом, мощность АЭС Латина никогда не превышала 160 МВт. 
Закрыта атомная электростанция Латина была в 1987 году, через год после аварии на Чернобыльской АЭС в СССР, при том, что срок эксплуатации реактора был рассчитан как минимум до 1992 года, без учета возможных продлений — в 1987 году в стране был проведен всенародный референдум по вопросу работы атомных электростанций, поставивший крест на атомной энергетике Италии. 
В 2006 году были демонтированы конструкции реакторного здания АЭС Латина, в 2008 — снята турбина, в 2012 — демонтирован сам реактор Магнокс.
В XXI веке у такой крупной экономики мира как Италия нет ни одной атомной электростанции

## Информация об энергоблоках
| Энергоблок | Тип реакторов | Мощность | Мощность | Начало строительства | Физпуск    | Подключение к сети | Ввод в эксплуатацию | Закрытие                                |
| Энергоблок | Тип реакторов | Чистый   | Брутто   | Начало строительства | Физпуск    | Подключение к сети | Ввод в эксплуатацию | Закрытие                                |
| ---------- | ------------- | -------- | -------- | -------------------- | ---------- | ------------------ | ------------------- | --------------------------------------- |
| Латина     | GCR, MAGNOX   | 153 МВт  | 160 МВт  | 01.11.1958           | 27.12.1962 | 12.05.1963         | 01.01.1964          | 01.12.1987                              |
| CIRENE     | HWLWR, CIRENE | 40 МВт   | 40 МВт   | 1972                 |            |                    |                     | в 1988 г. построен, но так и не запущен |